# Flügeltang

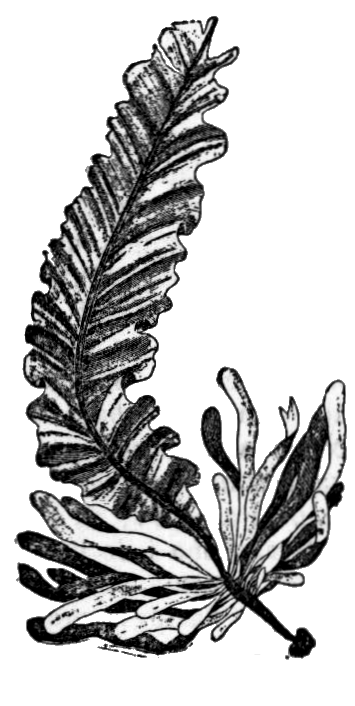
Illustration

Der Flügeltang (Alaria esculenta), auch Essbarer Riementang genannt, ist eine Braunalgenart aus der Ordnung der Laminariales. Er ist an den Küsten von Nordatlantik und Nordpazifik verbreitet und kommt auch in der Nordsee vor.

## Beschreibung
Der Flügeltang ist ein mehrjähriger Seetang, dessen Thallus eine Länge von 0,5 bis 4 m erreicht. Auf dem Untergrund ist er mit einer kräftigen, verzweigten Haftkralle verankert. Ein runder, biegsamer Stiel von 10 bis 30 cm Länge geht in die kräftige Mittelrippe des langen blattartigen Phylloids über. Ausdauernd ist nur der Stiel, die Blattfläche wird jährlich neu gebildet. Das weiche, braune bis dunkelbraune Phylloid ist bandartig schmal mit einer Breite von 5 bis 25 cm. Der Blattrand ist leicht wellig und häufig eingerissen. Die Mittelrippe tritt deutlich hervor, sie ist schwach abgeflacht und von gelbbrauner Färbung. 
Oben am Stiel entspringen seitlich dicht zweizeilig angeordnete Blättchen, in denen die Sporen gebildet werden. Diese Sporophylle mit einer Länge von 10 bis 20 cm und einer Breite von 1 bis 2 cm sind kurz gestielt, länglich mit keilförmigem Grund und besitzen keine Mittelrippe.
Von der im Nordostatlantik eingeführten Art Undaria pinnatifida (Wakame), die ebenfalls eine Mittelrippe aufweist, kann der Flügeltang durch seine deutlich hervortretende und meist hellere Mittelrippe sowie die Sporophylle an der Blattbasis unterschieden werden.

## Vorkommen
Das Verbreitungsgebiet des Flügeltangs umfasst den Nordostatlantik  von Grönland und Spitzbergen bis Frankreich, den Nordwestatlantik von Neufundland bis New York sowie den Nordpazifik (Alaska, Ochotskisches Meer, Korea). Er kommt auch in der Nordsee bei Helgoland vor.
Er besiedelt den Wellen ausgesetzte Felsen und bildet oft große Bestände im Bereich der Niedrigwasserlinie und im flachen Sublitoral. Gelegentlich ist er auch in Gezeitentümpeln zu finden.

## Systematik
Die Erstbeschreibung des Flügeltangs erfolgte 1767 durch Carl von Linné unter dem Namen Fucus esculentus (in: Systema Naturae 2, S. 718). Robert Kaye Greville stellte die Art 1830 in die Gattung Alaria (in: Algae Britannica 34, S. 25).
Synonyme von Alaria esculenta (L.) Greville sind Agarum esculentum (L.) Bory de Saint-Vincent, Ceramium esculentum (L.) Stackh., Fucus esculentus L., Laminaria esculenta (L.) C. Agardh, Musaefolia esculenta (L.) Stackh., Orgyia esculenta (L.) Stackh., Phasgonon esculentum (L.) S. F. Gray und Podopteris esculentum (L.) de la Pylaie. Als weitere Synonyme gelten Agarum delisei Bory de Saint-Vincent, Alaria delisei (Bory) Greville, Alaria dolichorhachis Kjellm., Alaria grandifolia J. Agardh, Alaria linearis Strömfelt, Alaria macroptera (Ruprecht) Yendo, Alaria musaefolia (Bachelot de la Pylaie) J. Agardh, Alaria platyrhiza Kjellm., Fucus pinnatus Gunnerus, Fucus teres Goodenough & Woodward, Laminaria musaefolia Bachelot de la Pylaie, Orgyia delisii (Bory de Saint-Vincent) Trevisan, Orgyia pinnata Gobi und Phasganon macropterum Ruprecht.
Alaria esculenta zählt zur Familie Alariaceae in der Ordnung der Laminariales.

## Nutzung
Der Flügeltang ist essbar und wird als „Irish Wakame“ gehandelt.